# Momofuku Andō

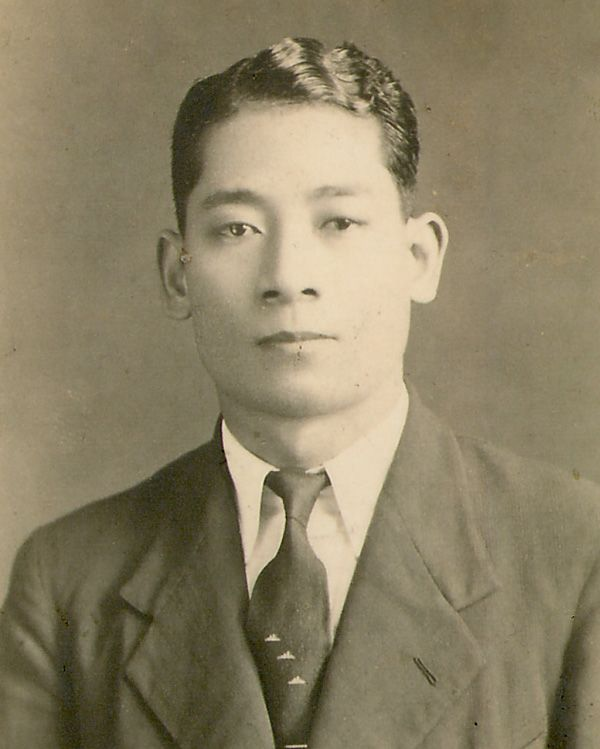
Momofuku Andō in den 1930er Jahren

Momofuku Andō (jap. 安藤 百福, Andō Momofuku; * 5. März 1910 als Go Peh-hok; chinesisch 吳百福, Pinyin Wú Bǎifú, Pe̍h-ōe-jī Gô͘ Peh-hok in Chiayi, Präfektur Tainan, Japanisches Kaiserreich, heutiges Taiwan; † 5. Januar 2007 in der Präfektur Osaka, Japan) war ein taiwanisch-japanischer Unternehmer und Erfinder der Instantnudeln.

## Leben
Andō wurde 1910 als Kind taiwanischer Eltern im kolonialen Taiwan (1895–1945) geboren, das damals zum Kaiserreich Japan gehörte. Seine ersten geschäftlichen Schritte unternahm er während seines Studiums als Bekleidungsfabrikant in Osaka. 1948 wechselte er in die Lebensmittelbranche. Nachdem er zunächst nicht sehr erfolgreich war, erzielte er durch die Erfindung der Instantnudeln (Chicken-Ramen) und deren Vermarktung ab 1958 mit seinem Lebensmittelkonzern Nissin Food Products weltweiten wirtschaftlichen Erfolg. Sein aktives Berufsleben beendete er 2005, bis dahin war er Firmenpräsident von Nissin.
In seiner Autobiografie beschrieb er, dass ihn in einer durch den Zweiten Weltkrieg zerstörten Stadt die lange Warteschlange vor einem Imbiss am Schwarzmarkt im Nachkriegsjapan, der japanische Nudelsuppengerichte – Ramen-Gerichte – anbot, auf die Idee für schnell und einfach zuzubereitende Nudelgerichte brachte. Seitdem lautete sein persönliches Credo (und als späterer Begründer von Nissin-Foods):

“Peace will come to the world, when the people have enough to eat.”

„Frieden herrscht, wenn Nahrung ausreicht.“

「食足世平」

„Shoku soku sei hei“

„Frieden herrscht, wenn Nahrung ausreicht.“

Andō war auch Vorsitzender der International Ramen Manufacturers’ Association.
1999 gründete Nissin Foods das Momofuku-Andō-Museum in Ikeda, in dem das Leben und die Unternehmensgeschichte Momofuku Andos dargestellt wird. 2011 wurde in der Stadt Yokohama das Momofuku Ando Ramenmuseum für Fertignudeln – Momofuku Ando Instant Ramen Museum Yokohama (安藤百福発明記念館 横浜 ‚Momofuku Andos Erfindungsgedenkmuseum Yokohama‘) – eröffnet. Am 5. März 2021 eröffnete Nissin Foods zum 111sten Geburtstag Momofuku Andos eine kleine Dependance des Cup Noodles Museum in Hongkong (合味道紀念館 香港 ‚Nissin-Gedenkmuseum Hongkong‘) – genauer in Tsimshatsui auf der Halbinsel-Kowloon.

## Ehrungen
- 2002: Orden der Aufgehenden Sonne[10]

## Sonstiges
Der britische Musiker Elvis Costello hat sein 2008 erschienenes Album Momofuku nach Momofuku Andō benannt (Remembering Momofuku Ando (1910–2007). He fed those who study.).

## Galerie

Momofuku Andos Cup Noodles & Museen – Japan
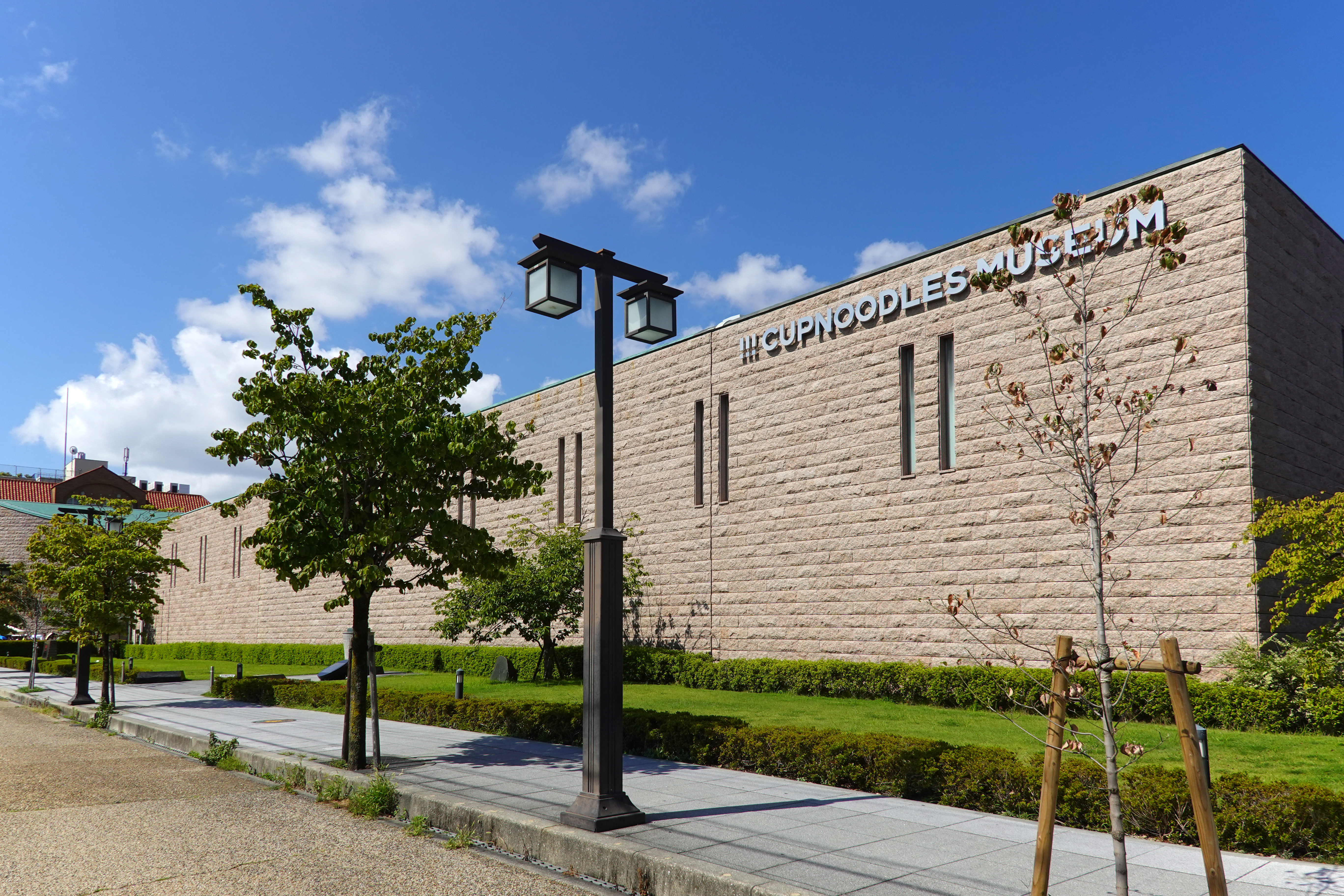
Museum in Ikeda, Präfektur Osaka 2024
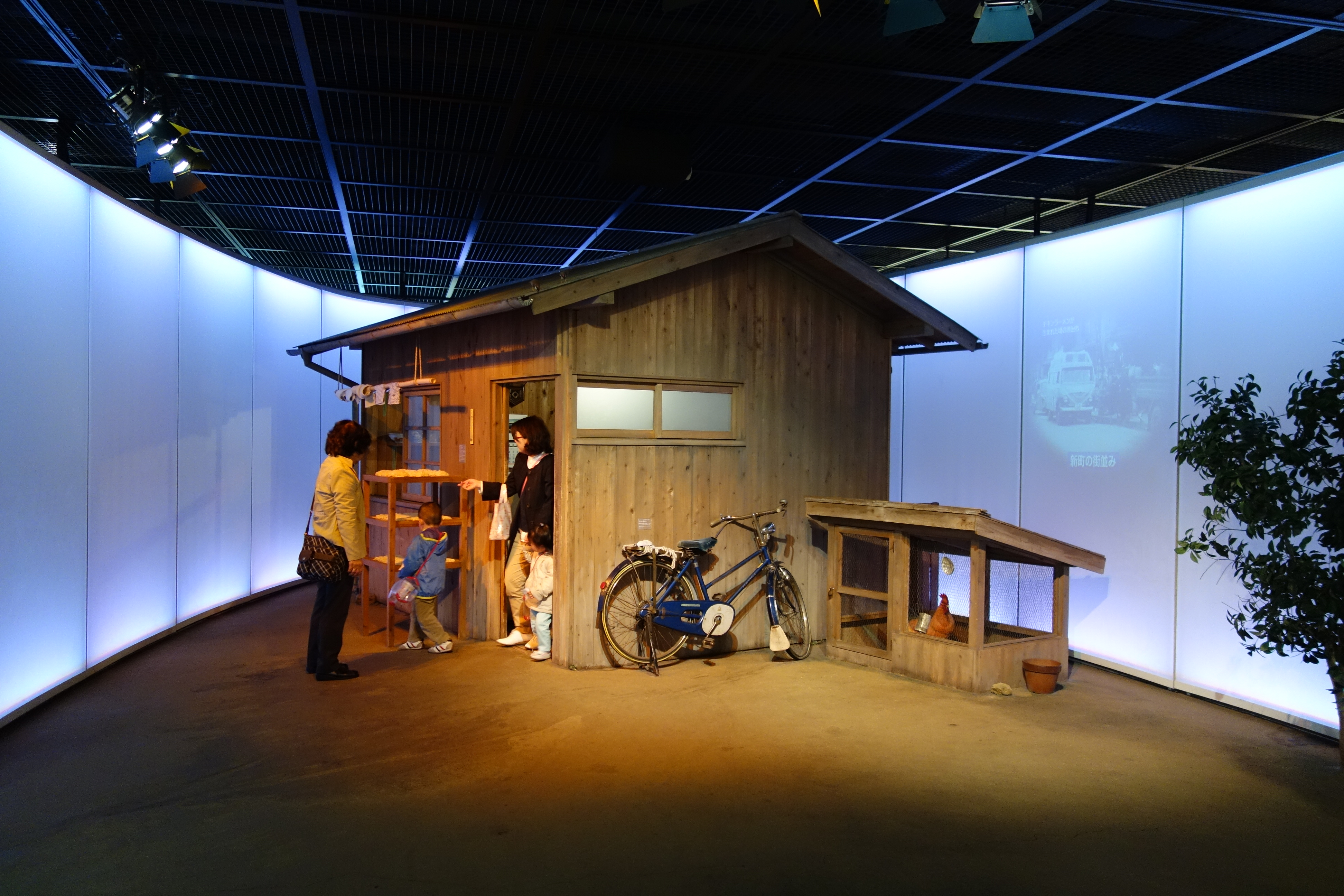
Momofuku Andos „Laborküche“ – Außen, Ikeda, 2013
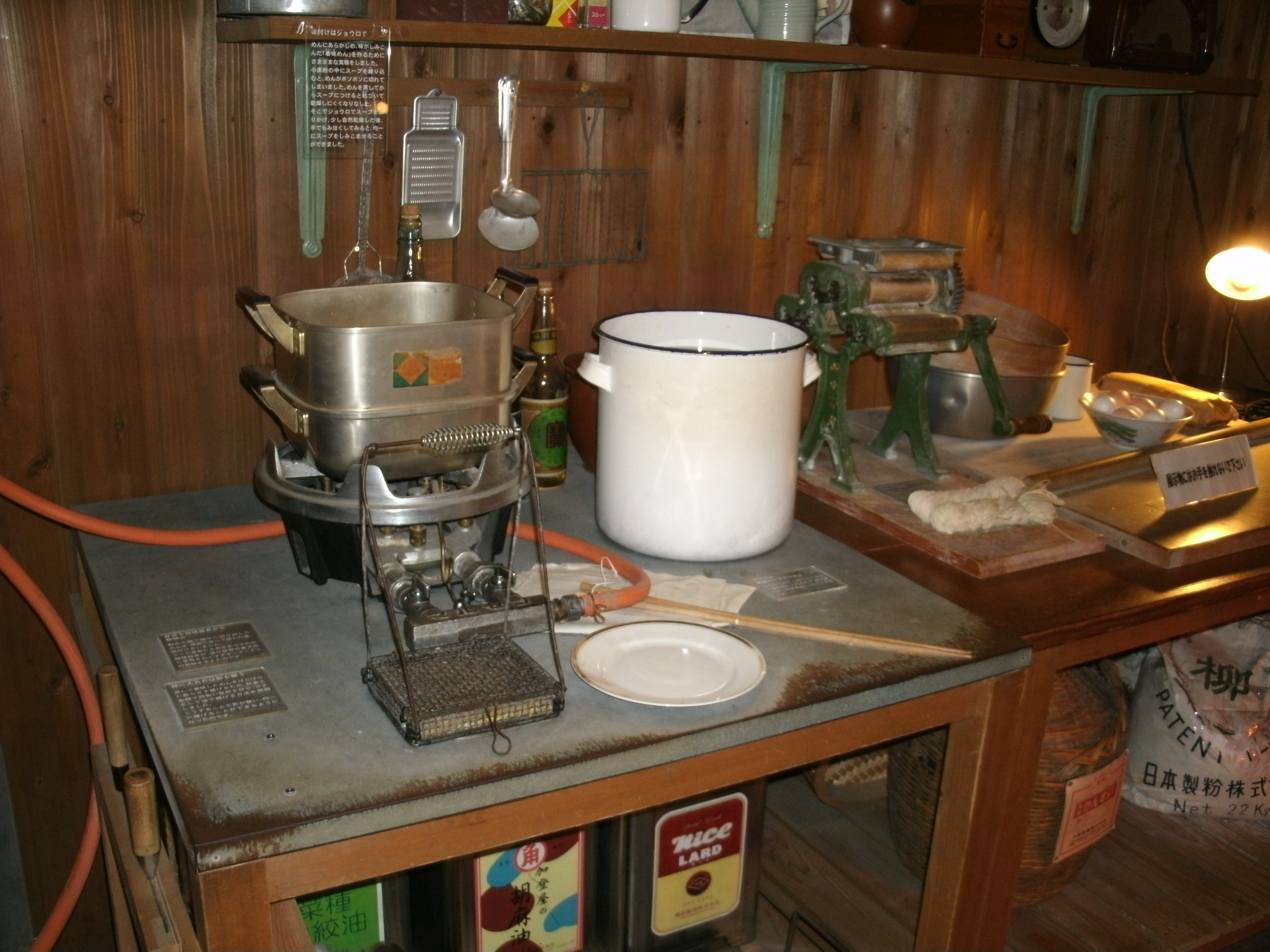
Momofuku Andos „Laborküche“ – Innen, Ikeda 2016
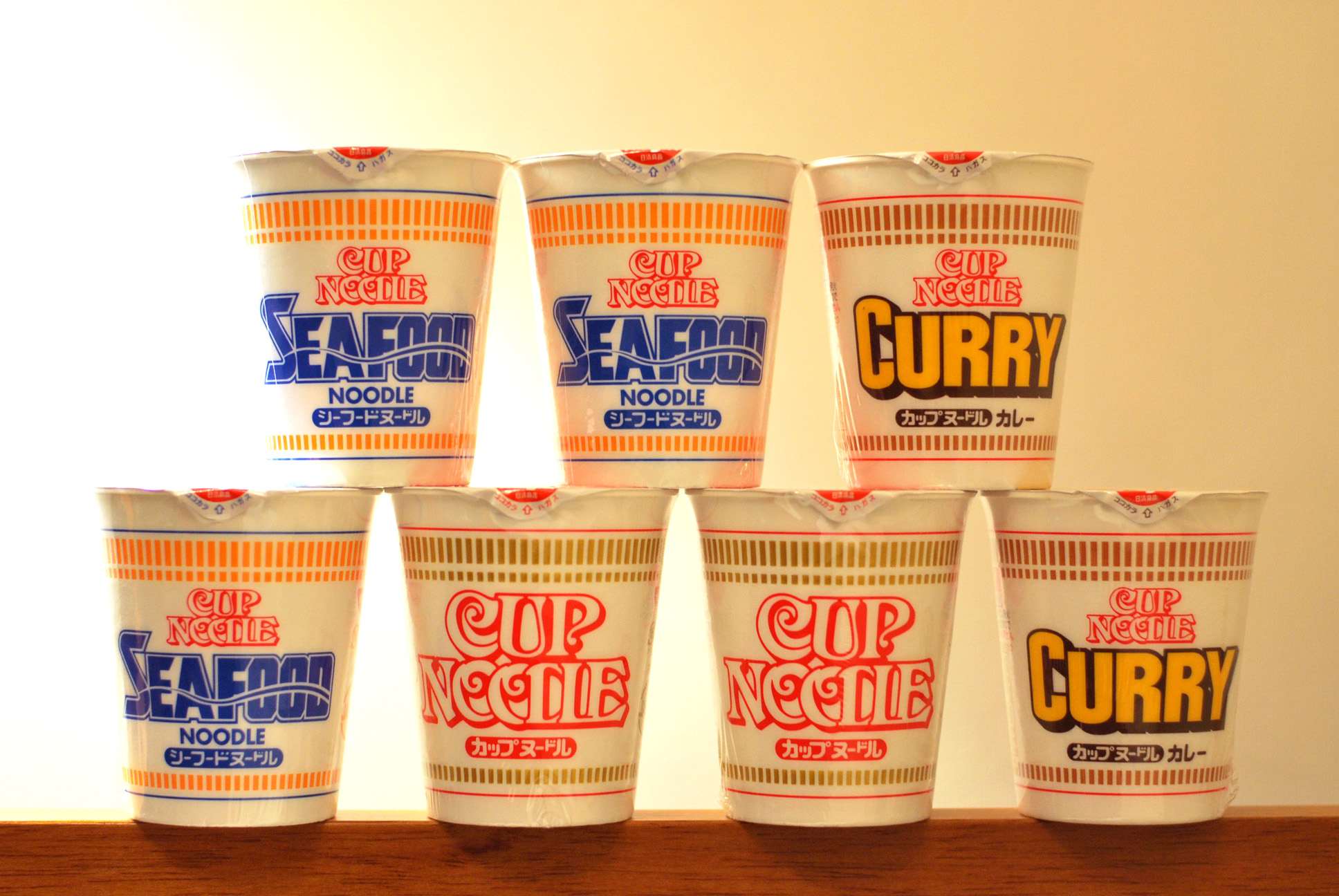
Verschiedene „Bechernudeln“ – Cup Noodles, 2009
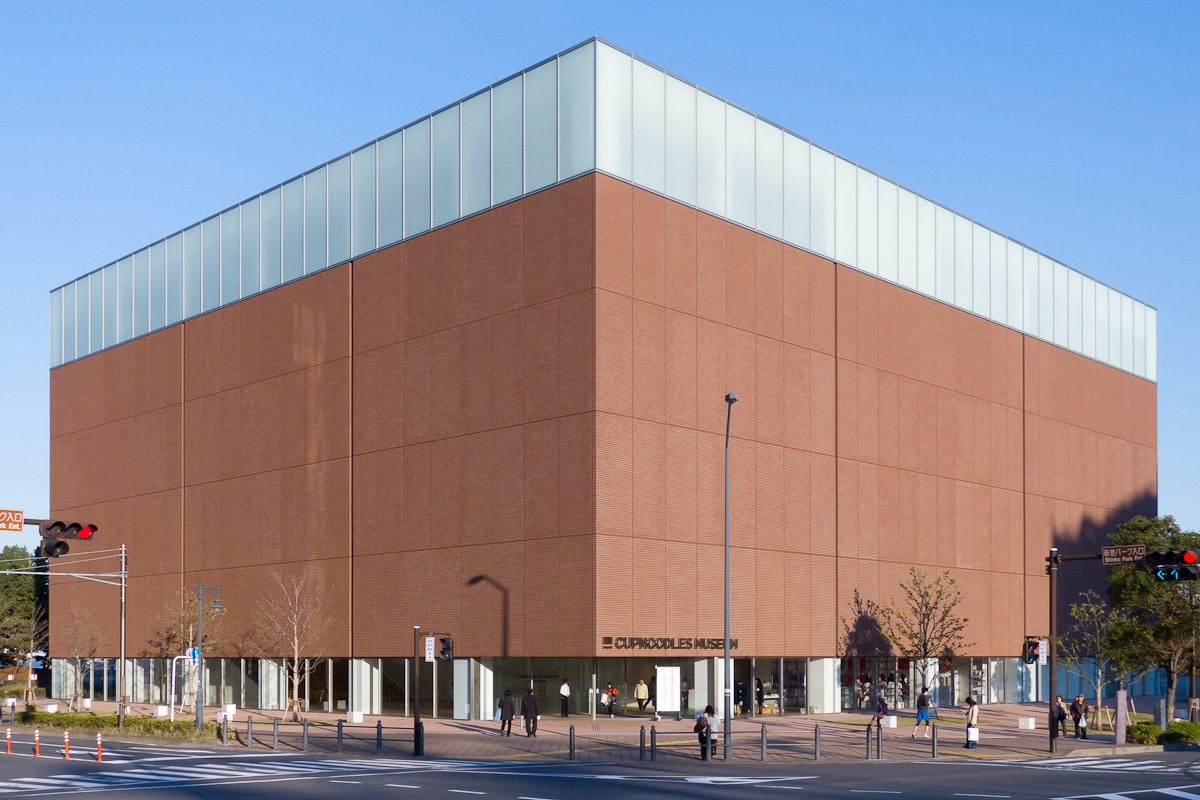
Museum in Yokohama, Präfektur Kanagawa 2011
Statue in Ikeda, 2019

## Fußnote
1. ↑  Das erste Instantnudelnprodukt mit dem Markennamen Chikin-Ramen (japanisch チキンラーメン chikin rāmen, englisch Chicken-Ramen) ist eine Nudelsuppe aus Ramennudeln mit Hühnchengeschmack.

| Personendaten    | Personendaten |
| ---------------- | --- |
| NAME             | Andō, Momofuku |
| ALTERNATIVNAMEN  | 安藤百福 (japanisch, Kanji); あんどう ももふく (japanisch, Kana); Gô͘, Peh-hok (Geburtsname, Pe̍h-ōe-jī); Wú, Bǎifú (Geburtsname, Pinyin); Ng4, Baak3fuk1 (Jyutping); 吳百福 (Geburtsname, chinesisch, Langzeichen); 吴百福 (Geburtsname, chinesisch, Kurzzeichen) |
| KURZBESCHREIBUNG | taiwanisch-japanischer Unternehmer |
| GEBURTSDATUM     | 5. März 1910 |
| GEBURTSORT       | Chiayi, Taiwan |
| STERBEDATUM      | 5. Januar 2007 |
| STERBEORT        | Präfektur Osaka, Japan |